# Abgeschlossenes System
Als abgeschlossenes oder isoliertes System wird ein physikalisches System bezeichnet, welches mit seiner Umgebung nicht wechselwirkt, also mit seiner Umgebung keine Energie und/oder Materie austauscht.

## Thermodynamik
In der Thermodynamik wird zwischen offenen, geschlossenen und abgeschlossenen (oder isolierten) Systemen unterschieden.
Als abgeschlossen oder isoliert ist ein System definiert, das nicht mit seiner Umgebung wechselwirkt. Daraus folgt, dass es auch keine Energie, unabhängig von ihrer Erscheinungsform (z. B. Strahlung, Materie, Wärme oder mechanische Arbeit), mit seiner Umgebung austauschen kann. Ein abgeschlossenes System ist somit auch adiabatisch, seine Gesamtenergie konstant. Da in der Wirklichkeit keine Möglichkeit vollständiger Isolation bekannt ist, handelt es sich bei diesem Konzept um eine Idealisierung, die jedoch auf kürzeren Zeitskalen (im Bereich von Stunden und Tagen) experimentell genähert realisiert werden kann, z. B. in einem Dewargefäß, also einer Isolierkanne.
Zu beachten ist die Verwechslungsgefahr der Begriffe geschlossen und abgeschlossen. Umgangssprachlich werden diese Begriffe oft synonym verwendet. In der englischen Literatur existieren nur die Ausdrücke closed für geschlossen und isolated für isoliert. Es ist daher vorteilhaft nur den Begriff isoliert zu verwenden.

## Weitere Gebiete
Auf anderen physikalischen Gebieten wird der Begriff manchmal in weniger strengem Sinn verwendet. In Bezug z. B. auf elektrische Ladung ist ein abgeschlossenes System jedes System, über dessen Grenzen keine Ladung transportiert wird.

## Kosmologie
Das in der Kosmologie vorgeschlagene Urknallmodell beschreibt je nach Massen- und Energiedichte ein in der Zukunft wieder kollabierendes (abgeschlossenes) oder für immer expandierendes (offenes) Universum. Derzeitige Beobachtungen deuten auf eine zunehmende Expansion und somit ein sich unendlich ausdehnendes Universum hin. In beiden Fällen ist das Universum als Ganzes ein isoliertes System.
Bislang nicht durch Beobachtungen bestätigte Theorien (z. B. Stringtheorie) postulieren viele Universen. Wenn zwischen diesen Energie ausgetauscht werden kann, würden die Universen zu offenen Systemen gehören.